# قعقعية الجسر
قعقعية الجسر ويقال قاقعية الجسر، هي قرية مشرفة على نهر الليطاني من جانبه الشمالي وهي أول بلاد الشقيف، تنسب إلى جسر على نهر الليطاني كان قديما اسفل من محله اليوم، بني سنة 1248 هجرية كما هو موجود على صخرة فيه. وهي في قضاء النبطية في محافظة النبطية.

## التسمية
هي على ما يبدو نسبة إلى «قعقعية» أي صوت السلاح بالعربية، أو صوت طائر معروف بالقعقع.
ويرى أنيس فريحة في «معجمه»: أن الاسم تحريف الكلمة السريانية «قحقحيتا»، وإبدال الحاء بالعين ليس بالمستبعد ومعناه خرير الماء وصوت انصبابه وانحداره وهذا الأقرب لأنها تقع على كتف نهر الليطاني الذي يفصلها عن قرى قضاء بنت جبيل التي ترتبط معها بجسر، ومن هنا أضيفت كلمة الجسر إلى اسمها وأصبحت قاقعية الجسر، ولتميزها عن بلدة أخرى تدعى «قاقعية الصنوبر» في قضاء الزهراني.

## الموقع الجغرافي
تقع بلدة قعقعية الجسر جنوب مدينة النبطية يحدوها من الشمال بلدات شوكين- جبشيت- عدشيت
من الجنوب: فرون - وادي الحجير - علمان الشومارية ويفصل بينهم نهر اليطاني
من الشرق: زوطر الغربية وميفدون
من الغرب: القصيبة وكفرصير
تبلغ مساحة البلدة العقارية 825 هكتار وترتفع عن سطح البحر 400م وتبعد عن مدينة النبطية 9 كلم، وعن العاصمة 86كلم. أما عدد الوحدات السكنية فيتجاوز 800 وحدة.

## السكان
عدد سكان البلدة 5750 نسمة ثلثهم من القاطنين في العاصمة بيروت وتشتهر القرية بهجرة أبنائها وخصوصًا إلى البرازيل. عدد الناخبين 2300 (لوائح الشطب لعام 1998م) وحداتها السكنية حوالى 800 وحدة.

## آثارها
عثر على عدد من المغاور المدفنية محفورة بالصخر بمحاذاة الطريق العام لمدخل البلدة الشمالي وتعود إلى العهدين الفينيقي والروماني. واكتشفت بعض الآثار الرومانية بينها جسر مؤلف من ثلاثة قناطر على ضفاف نهر الليطاني وكان يربط منطقتي النبطية وبنت جبيل ثم رمم من قبل الصليبيين وتهاوى في مطلع السبعينيات ولم يبق من أثره سوى ركائزه الضخمة.

## المدارس
بدأت المدرسة الرسمية في البلدة منتصف الأربعينيات ثم تعاقب عدد من المعلمين المنفردين، وذلك في غرف مستأجرة داخل البلدة إلى أن أنشأت «جمعية أبناء القاقعية الخيرية» في العام 1957م غرفة كبيرة ضمت أربعة صفوف: تمهيدي، أول، ثان وثالث ثم ضمّت لاحقاً جميع الصفوف حتى صف السرتفيكا الذي كانت أول دفعة منه العام 1962م.إلى أن أصبحت تضم في العام 1963م خمسة أساتذة، ومن ثم أنشئ بناء جديد مؤلف من خمس غرف كمدرسة ابتدائية مستقلة عام 1974م وتطورت لاحقاً إلى متوسطة وكانت أول دفعة بريفيه في العام الدراسي 1983/1984م.